# Strategische Lagerbestände
Bei strategischen Lagerbeständen (englisch Strategic inventories) handelt es sich um gelagerte Güter, deren Motivation in der strategischen Interaktion zwischen den beteiligten Supply-Chain-Parteien innerhalb einer Lieferkette und nicht in herkömmlichen wirtschaftlichen Anreizen liegt. Abweichend von anderen Motiven für die Bestandshaltung, wie z. B. Fixkosten (zyklische Bestände), Unsicherheiten in Angebot und Nachfrage (Sicherheitsbestände) und Preisschwankungen (spekulative Bestände), bilden strategische Bestände eine besondere Kategorie.
Untersuchungen zeigen, dass die Aufrechterhaltung von Lagerbeständen, die über den unmittelbaren Bedarf hinausgehen, Vorteile bringen kann, indem die Verhandlungsmacht der Lieferanten eingeschränkt wird. Diese strategische Maßnahme veranlasst den Lieferanten, in der Anfangszeit höhere Preise durchzusetzen und so von der gestiegenen Nachfrage zu profitieren, die sich aus dem Aufbau strategischer Lagerbestände ergibt. Anschließend konkurriert der Lieferant mit diesen strategischen Beständen in späteren Perioden. Dynamische Preise können somit eine Folge einer strategischen Lagerverwaltung sein.
Beispiele für Branchen, die dafür bekannt sind, dass in hohem Maße strategische Lagerbestände gehalten werden, sind z. B. die Halbleiterindustrie.